# Chaperona
Chaperona (do francês chaperon, "dama de companhia") são proteínas do corpo humano.
As células incorporaram mecanismos bastante eficientes para evitar que erros na transmissão da informação genética se propaguem na replicação, na transcrição e na tradução. Ainda assim, com todo esse cuidado de assegurar que a sequência de aminoácidos esteja correta, ainda é possível que uma proteína não consiga desempenhar suas funções por erro no enovelamento. Na verdade, uma quantidade significativa de proteínas precisa de ajuda para atingir a configuração terciária correta.
Essa ajuda é fornecida por uma família de proteínas que, além de auxiliar o
enovelamento proteico, encaminha a proteína à destruição, caso não seja possível atingir a configuração correta.
Essas proteínas são chamadas de chaperonas (chaperons são aqueles meninos que ajudavam os nobres renascentistas a vestir as roupas complicadas e colocar as perucas enormes, ou também eram acompanhantes que saíam com as moças quando elas saíam com algum rapaz, para evitar que fizessem sexo. Geralmente as chaperonas eram mulheres mais velhas. Essa prática era bastante comum nos EUA. ) e constituem uma família de muitas proteínas diferentes com função semelhante: elas usam energia da hidrólise de ATP para desnovelar proteínas, possibilitando novo enovelamento, dessa vez na forma correta ou no lugar correto. Vamos ver a seguir alguns exemplos desse mecanismo.

## Proteínas auxiliares: as chaperonas
As proteínas auxiliares foram descobertas em experimentos em que células eram submetidas a altas temperaturas, cerca de 42°C para células que vivem a 37°C, na presença de um aminoácido marcado radioativamente (metionina-35S). Depois tinham o perfil de proteínas analisado por eletroforese e autorradiografia. Em temperaturas mais altas, a quantidade total de proteínas sintetizada era maior do que na temperatura normal, no mesmo período, o que já era esperado. Mas a surpresa é que havia um grupo de proteínas que antes nem era perceptível, mas depois do choque térmico aparecia em quantidade maior. Essas proteínas foram identificadas, analisadas e tiveram sua função determinada. Eram proteínas que hidrolisavam ATP e estavam sempre associadas a outras proteínas, algumas também recém-sintetizadas, ajudando no enovelamento delas.
Elas ficaram conhecidas como proteínas de choque térmico ou HSP (do inglês heat shock proteins). Depois de conhecer sua função, ficou fácil compreender porque aumentavam tanto de quantidade no choque térmico: se mais proteínas estavam sendo sintetizadas e mais depressa, é provável que precisassem de mais ajuda.
Depois que a família de proteínas HSP foi caracterizada, muitos de seus componentes foram identificados com base na presença de sequências peptídicas conservadas. Assim, foram encontradas proteínas de choque térmico no citossol, nas mitocôndrias, no retículo endoplasmático.
Comparando as diferentes proteínas de choque térmico, ou chaperonas, elas puderam ser classificadas em três grupos: o das hsp60, o das hsp70 e o das hsp90, com modos de ação ligeiramente diferentes.

## hsp70 ajuda no enovelamento das proteínas
As hsp70 têm duas tarefas importantes: ajudar o enovelamento e impedir que várias proteínas malformadas, com sequências hidrofóbicas expostas, formem agregados, que além de inúteis podem ser muito nocivos. Ela ajuda proteínas que estejam sendo sintetizadas em ribossomos livres no citoplasma ou proteínas que foram transferidas através do translocon para o retículo endoplasmático. Nesse caso, entra em ação outro conjunto de chaperonas do grupo hsp70, que mora dentro do retículo; a mais conhecida delas é a BIP, que é considerada marcadora do retículo endoplasmático.
Nem sempre esse tipo de chaperona age em cadeias proteicas que estão sendo sintetizadas. Um bom exemplo é a transferência de proteínas que são feitas no citossol; lá ficam prontas, mas devem funcionar na mitocôndria. Para entrar na mitocôndria, ela precisa ser desenovelada, transportada e depois reenovelada dentro da mitocôndria. Certamente, as chaperonas ajudam a direcionar a cadeia para dentro da mitocôndria, o que equivale a tentar guardar um novelo de lã dentro de um armário fechado, passando-o pelo buraco da fechadura: quanto mais longa a proteína, mais complicado fica passar toda a sua extensão para dentro.
O que poderia facilitar esta tarefa seria se anõezinhos puxassem o fio pelo
lado de dentro. Quem executa a tarefa de tais anõezinhos são as chaperonas que existem na mitocôndria.
As chaperonas também estão envolvidas no transporte de proteínas para dentro das organelas, núcleo, etc., desenovelando-as para tanto. Dentro da organela, a proteína se enovela novamente, na sua forma termodinamicamente mais estável (enovelamento espontâneo da proteína), mas ela não pode ficar assim. Então entram em ação as “unfoldases” (unfold), que irão desenovelá-las de novo, para que outras chaperonas as forcem a se enovelarem na forma biologicamente ativa.

## As hsp60 e o controle de qualidade
As chaperonas do grupo hsp60 agem sempre sobre uma proteína já pronta que tenha um erro na configuração terciária. O erro aparece sempre como uma sequência de aminoácidos hidrofóbicos que ficam expostos e são reconhecidos pelas chaperonas (aliás, todas as chaperonas reconhecem e se ligam a sequências hidrofóbicas de aminoácidos). Uma vez detectado o erro, as hsp60 se ligam à proteína, aprisionando-a dentro de uma reentrância da própria chaperona, formando um ambiente separado do citossol, propício para que a energia do ATP, que a chaperona hidrolisou, consiga modificar o enovelamento da proteína. As chaperonas do grupo das hsp60 parecem um pequeno barril.

## Proteassomas: trituradores de proteínas
E se as chaperonas não conseguirem consertar as proteínas mal-enoveladas? Na verdade, elas tentam várias vezes, mas, ainda assim, nem sempre conseguem. Se não for possível consertar a proteína, as chaperonas encaminham essa proteína para degradação. Se você acha que a degradação de proteínas dentro de uma célula só pode ocorrer dentro dos lisossomos, saiba que durante muitos anos essa era a ideia em vigor. Depois, através de experimentos de fracionamento celular e, mais tarde, de Biologia Molecular, descobriu-se que existem enzimas que degradam proteínas (enzimas proteolíticas) no citossol também.
Eram enzimas que funcionavam muito bem em pH 7,0. A descoberta surpreendeu muito, já que se achava que as enzimas proteolíticas não saíam degradando tudo porque estavam presas aos lisossomos. Mas o fato é que elas não saem degradando tudo! Como explicar? A resposta veio do fato de as enzimas proteolíticas citossólicas não estarem dispersas, e sim arranjadas em conjuntos enzimáticos chamados proteassomas.
Esse arranjo de enzimas parece um pequeno triturador de papel, ou um apontador de lápis automático, que tem as lâminas voltadas para dentro.

## Proteassomas e chaperonas mantêm a célula com todas as proteínas em ordem
Além da vantagem óbvia de evitar o acúmulo de proteínas malformadas e, portanto, inúteis, a importância do trabalho das chaperonas e dos proteassomas fica mais evidente quando examinamos as consequências do acúmulo de proteínas malformadas.
É comum que proteínas malformadas tenham sequências hidrofóbicas indevidamente expostas. Esta exposição leva a uma tendência de agregação. Os agregados proteicos só se formam se o sistema de degradação não funcionar, mas, uma vez iniciada a agregação, a atividade das proteases fica difícil porque as proteases não têm acesso às proteínas e eles (os agregados) também não entram nos proteassomas. Um agregado proteico que cresça muito pode levar a célula à morte, ou, se a célula conseguir expeli-lo, causar enorme prejuízo ao tecido, acumulando-se no meio extracelular. Um tipo particular de agregado proteico é formado quando regiões β-pregueadas anormalmente expostas em várias proteínas provocam o empilhamento dessas proteínas, formando o que se chama placa β−amilóide . As placas β-amilóides são marcantes em algumas doenças neurodegenerativas, como o mal de Alzheimer e a
doença de Huntington, embora não se possa atribuir a essas placas a causa das doenças.
Em biologia, chaperonas são proteínas que têm por função assistir outras proteínas na obtenção de seu dobramento apropriado. Muitas chaperonas são proteínas heat shock , ou seja, proteínas expressadas em resposta a elevação de temperatura ou outra criticidade celular. A razão para este comportamento é que o dobramento da proteína é muito afetada pelo calor e, portanto, algumas chaperonas agem em reparar o dano potencial causado pela falha de dobramento. Outras chaperonas estão envolvidas no dobramento de novas proteínas que deixam o ribossomo. Apesar da maioria das novas proteínas sintéticas poderem dobrar na ausência de chaperonas, uma estrita minoria as requer. As chaperonas foram codescobertas por Art Horwich, atualmente um professor na Universidade de Yale e Instituto Médico Howard Hughes, e Ulrich Hartl.

## Nomenclatura e exemplos de chaperonas procarióticas
Existem muitas diferentes famílias de chaperonas; cada família age na assistência a dobra proteica de uma forma diferente. Em procariontes como E. coli, muitas destas proteínas são altamente expressivas sob condições de alta criticidade, por exemplo, quando colocado em altas temperaturas. Por esta razão, o termo "heat shock protein" foi historicamente usado para nomear estas chaperonas. O prefixo "Hsp" designa como uma proteína heat shock.
- Hsp60 (GroEL/GroES complex in E. coli) é o melhor largo complexo (~ 1 MDa) de chaperona caracterizado. GroEL é um duplo-anel 14mer com um caminho greasy hidrofóbico na sua abertura; é tão largo que pode acomodar a dobra nativa de 54-kDa GFP em seu lumem. GroES é um anel-simples heptamer que se liga ao GroEL na presença de ATP ou ADP. GroEL/GroES pode não ser capaz de desfazer agregações anteriores, mas pode competir no caminho da má-dobra e agregação. Veja Fenton e Horwich (2003), e os artigos sobre GroEL/GroES para mais informações.

- Hsp70 (DnaK em E. coli) é provavelmente a melhor caracterizada pequena chaperona (~ 70 kDa). É uma proteína que tem como função ajudar no enovelamento de proteínas assim como na correção dos enovelamentos errados. Esta proteína foi inicialmente descoberta isolada de bactérias que não permitiam o crescimento de bacteriófagos λ e foram relacionadas a replicação do DNA, sendo assim denominadas DNAK. Também participam no desdobramento de proteínas para reenovelamento e na solubilização de proteínas agregadas. Esta família de proteínas são enzimas ATPase. As HSP70 junto com as co-chaperonas DNAJ evitam a agregação de proteínas não nativas se unindo as partes hidrofóbicas e protegendo-as de interações com os solventes aquosos das células. A proteína Hsp70 É auxiliada por proteínas Hsp40 (DnaJ in E. coli), que aumenta a taxa de consumo de ATP e a atividade das Hsp70s. Foi notado que a expressão das proteínas Hsp70 na célula resulta em em uma diminuição na tendência à apoptose. Apesar de um entendimento preciso do mecanismo ainda precise ser determinado, é conhecido que as Hsp70s tem uma alta afinidade de ligação com proteínas não dobradas quando ligada a uma ADP, e baixa taxa de afinidade quando ligado a uma ATP. É por esta razão que muitas Hsp70s cercam um substrato não dobrado, estabilizando e prevenindo agregação até que a molécula não dobrada se dobre propriamente, e quando as Hsp70s perdem afinidade com a molécula se dispersam.
- Dois mecanismos foram propostos para explicar a atividade de dobramento de proteínas: um passivo e um ativo. No mecanismo passivo, a HSP70 faz um ciclo de ligamento/desligamento do substrato, elas mantêm uma baixa concentração desse substrato, permitindo um enovelamento correto das proteínas em solução, pois uma quantidade excessiva de proteínas não enoveladas pode formar um agregado. No mecanismo ativo, as proteínas usam sua atividade ATPase para desenovelar proteínas com dobramentos errados[2].

- Hsp90 (HtpG in E. coli) devem ser as chaperonas menos compreendidas. Seu peso molecular é por volta de 90 kDa, e é necessário para a viabilidade em eucariotos (possivelmente procariotos também). Cada Hsp90 tem um domínio de ligação ATP, um domínio de meio e domínio de dimerização. Acredita-se que elas se agarrem ao seu substrato ao se ligar com o ATP, e podem necessitar do auxílio de co-chaperonas como a Hsp70. Ver também (Terasawa et al, 2005).

- Hsp100 (Clp family in E. coli) proteínas tem sido estudadas in vivo e in vitro para determinar suas habilidades de visar e desdobrar proteínas marcadas e mal-dobradas. Proteínas da família Hsp100/Clp formam grandes estruturas hexamétricas com atividade de desdobramento na presença de ATP. Acredita-se que estas proteínas funcionem como chaperonas por meio da passagem de proteínas alvo (mal-formadas) através de um poro de 20 Å de largura, dando assim uma chance de corrigir seu dobramento. Algumas destas chaperonas como a ClpA e a ClpX se associam a serina proteases tetradecamétricas duplamente aneladas; em vez de catalisar o redobramento de proteínas alvo, estes complexos são responsáveis pela destruição de proteínas marcadas e mal configuradas.